# Cladodromia pratincola
Cladodromia pratincola är en tvåvingeart som beskrevs av Philippi 1865. Cladodromia pratincola ingår i släktet Cladodromia och familjen dansflugor. Inga underarter finns listade i Catalogue of Life.